# 시어도어 루스벨트 탄생지 국립사적지

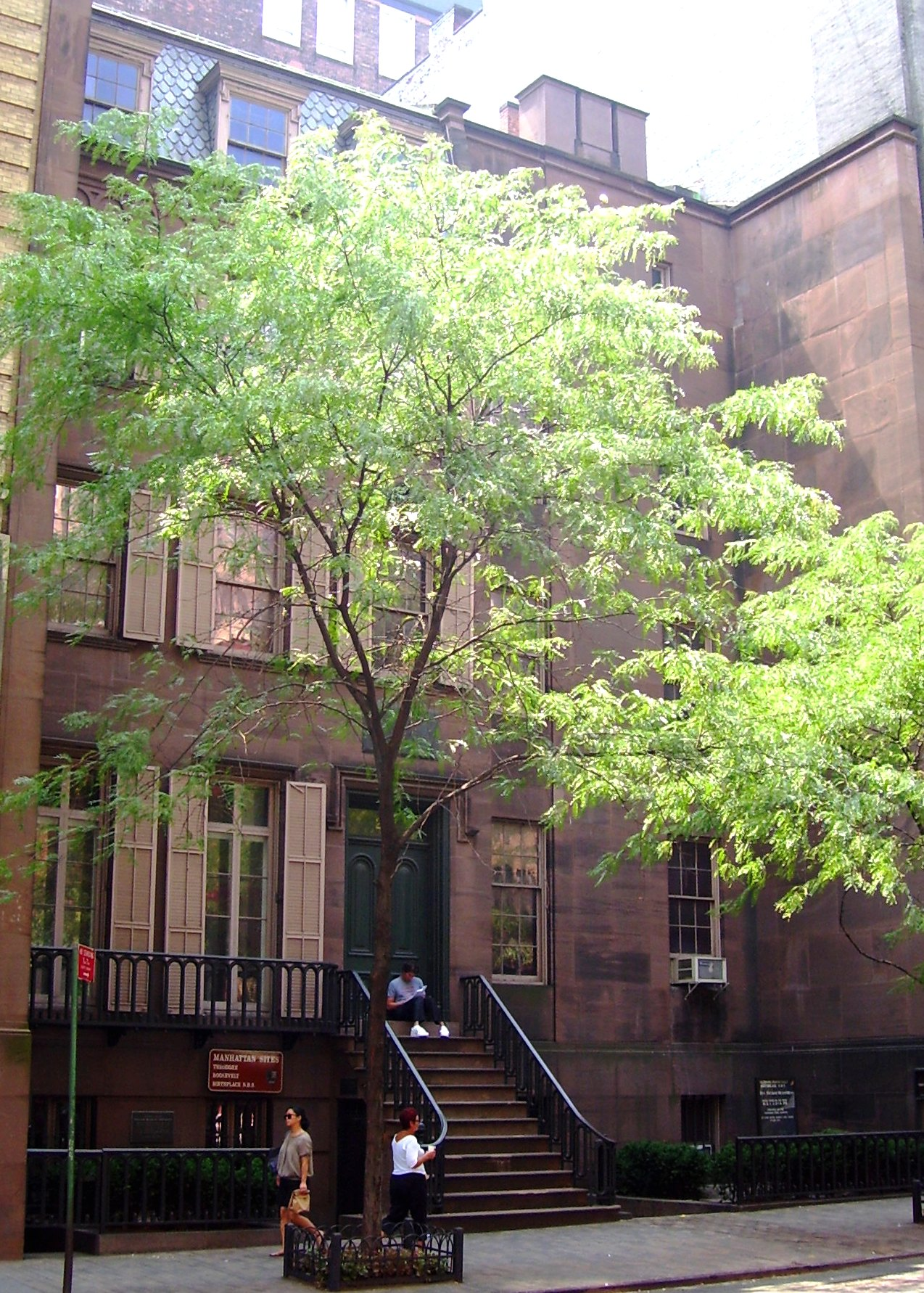
시어도어 루스벨트 탄생지 국립사적지

시어도어 루스벨트 탄생지 국립사적지(Theodore Roosevelt Birthplace National Historic Site)는 뉴욕 맨해튼 브로드웨이와 파크애버뉴사우스 사이에 있는 국립사적지이다.

## 역사
이 주택은 원래 1848년 지어졌으며, 루스벨트 가족이 1854년 구매하였다. 1858년 미국 26대 대통령 시어도어 루스벨트가 태어나 웨스트 57번가로 이사가기전인 1872년까지 살았다. 1916년 헐었으며, 1919년 시어도어 루스벨트 여성 협회가 1919년 재건축하였다. 시어도어 루스벨트 협회는 1963년 미국 국립공원청에 기부하였으며, 1966년 10월 15일 국립사적지로 지정되었다.